# August Cepl
August Cepl (* 11. August 1858 in Pribislau, Böhmen; † 8. Jänner 1917 in Wien) war ein österreichischer Kunstschlosser.

## Leben
Cepl, unverheiratet und kinderlos, wechselte mehrfach den Wohnort in Wien. 1914 kaufte er das Haus Muhrengasse 60 im 10. Wiener Gemeindebezirk, in dem er seine Wohnung und seine Werkstatt eingerichtet hatte.
Der Kunstschlosser errichtete im Auftrag der Alpenvereinssektion Reichenau und des Otto-Schutzhaus-Langzeitpächters Camillo Kronich mit Hilfe seines um 1903 erfundenen „Kletter-Apparates“ zahlreiche Klettersteige an der Rax, beispielsweise den Königsschußwandsteig (1906), den Alpenvereinssteig (1910) und den Haidsteig (1913) mit seinen zwei legendären Steigbäumen.
Im Großen Höllental ist die Ceplwand nach ihm benannt.

August-Cepl-Kletterapparat (um 1910)
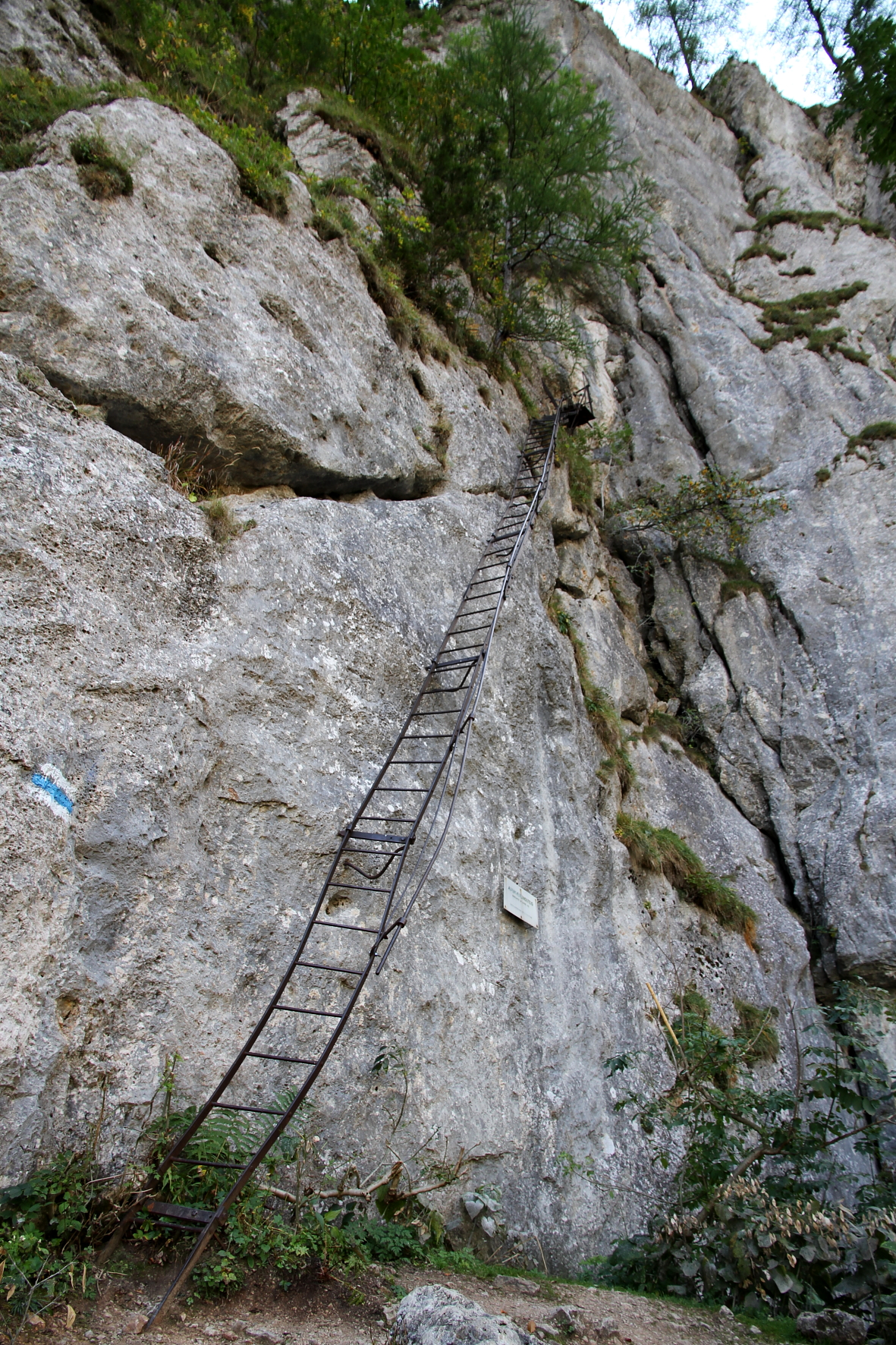
Von August Cepl gefertigte Leiter beim Einstieg des Alpenvereinssteiges (1910)
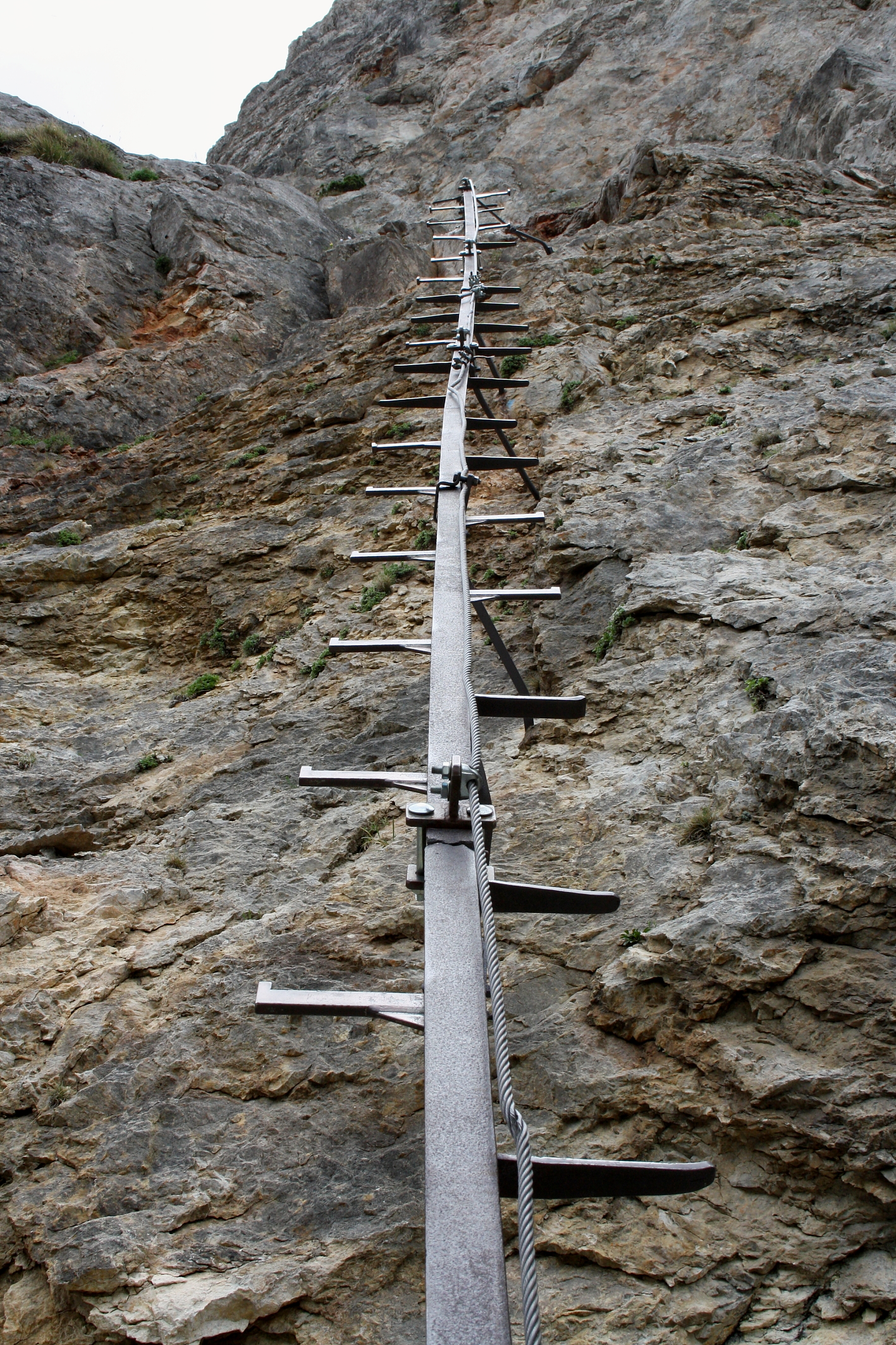
Von August Cepl gefertigte Einholmleiter (Steigbaum) beim Haidsteig (1913)